# Comuni italiani di lingua ladina
La lingua ladina viene ufficialmente riconosciuta in 52 comuni delle province di Belluno (Veneto), Bolzano e Trento (Trentino - Alto Adige).
In altri 23 comuni del Trentino una parte significativa della popolazione locale si è dichiarata ladina, ma i relativi comuni non sono stati ancora riconosciuti ufficialmente.

## Comuni riconosciuti ufficialmente
Secondo lo statuto della Regione autonoma Trentino-Alto Adige (per i comuni nella Provincia di Trento e di Bolzano) e la legge 482/1999 (per i comuni nella provincia di Belluno) sono ufficialmente di lingua ladina i 52 comuni di seguito elencati.
Nell'area ufficialmente riconosciuta risiedono circa 92 000 abitanti, tuttavia la ripartizione per gruppi linguistici è rilevata nei soli comuni delle province di Trento e Bolzano. Un sondaggio del 2006 ha potuto inoltre rilevare la composizione linguistica di tre comuni della Provincia di Belluno che facevano parte del Tirolo storico.
| N  | Nome italiano                | Nome ladino                                         | Regione             | Provincia | popolazione di madrelingua ladina |
| -- | ---------------------------- | --------------------------------------------------- | ------------------- | --------- | --------------------------------- |
| 1  | Agordo                       | Agort                                               | Veneto              | Belluno   |                                   |
| 2  | Alleghe                      | Àlie                                                | Veneto              | Belluno   |                                   |
| 3  | Auronzo di Cadore            | Auronžo/Auronže                                     | Veneto              | Belluno   |                                   |
| 4  | Badia                        | Badia                                               | Trentino-Alto Adige | Bolzano   | 94,07%                            |
| 5  | Borca di Cadore              | Bórcia                                              | Veneto              | Belluno   |                                   |
| 6  | Calalzo di Cadore            | Cialàuž                                             | Veneto              | Belluno   |                                   |
| 7  | Campitello di Fassa          | Ciampedel                                           | Trentino-Alto Adige | Trento    | 82,2%                             |
| 8  | Canale d'Agordo              | Canàl                                               | Veneto              | Belluno   |                                   |
| 9  | Canazei                      | Cianacei                                            | Trentino-Alto Adige | Trento    | 79,9%                             |
| 10 | Cencenighe Agordino          | Zenzenighe                                          | Veneto              | Belluno   |                                   |
| 11 | Cibiana di Cadore            | Žubiana                                             | Veneto              | Belluno   |                                   |
| 12 | Colle Santa Lucia            | Col                                                 | Veneto              | Belluno   | 50.6%                             |
| 13 | Comelico Superiore           | Cumelgu d Sora                                      | Veneto              | Belluno   |                                   |
| 14 | Cortina d'Ampezzo            | Anpezo                                              | Veneto              | Belluno   | 15.6%                             |
| 15 | Corvara in Badia             | Corvara                                             | Trentino-Alto Adige | Bolzano   | 89,70%                            |
| 16 | Danta di Cadore              | Danta                                               | Veneto              | Belluno   |                                   |
| 17 | Domegge di Cadore            | Domeje                                              | Veneto              | Belluno   |                                   |
| 18 | Falcade                      | Fàlciade                                            | Veneto              | Belluno   |                                   |
| 19 | Gosaldo                      | Gosalt                                              | Veneto              | Belluno   |                                   |
| 20 | La Valle Agordina            | La Val                                              | Veneto              | Belluno   |                                   |
| 21 | La Valle                     | La Val                                              | Trentino-Alto Adige | Bolzano   | 97,66%                            |
| 22 | Livinallongo del Col di Lana | Fodom                                               | Veneto              | Belluno   | 54.3%                             |
| 23 | Lorenzago di Cadore          | Lorenžàgo                                           | Veneto              | Belluno   |                                   |
| 24 | Lozzo di Cadore              | Lože                                                | Veneto              | Belluno   |                                   |
| 25 | Marebbe                      | Mareo                                               | Trentino-Alto Adige | Bolzano   | 92,09%                            |
| 26 | Mazzin                       | Mazin                                               | Trentino-Alto Adige | Trento    | 77,1%                             |
| 27 | Moena                        | Moena                                               | Trentino-Alto Adige | Trento    | 79,0%                             |
| 28 | Ortisei                      | Urtijëi                                             | Trentino-Alto Adige | Bolzano   | 84,19%                            |
| 29 | Ospitale di Cadore           | Ospedàl                                             | Veneto              | Belluno   |                                   |
| 30 | Perarolo di Cadore           | Pararuò                                             | Veneto              | Belluno   |                                   |
| 31 | Pieve di Cadore              | Pièe                                                | Veneto              | Belluno   |                                   |
| 32 | Rivamonte Agordino           | Rìva                                                | Veneto              | Belluno   |                                   |
| 33 | Rocca Pietore                | La Ròcia                                            | Veneto              | Belluno   |                                   |
| 34 | San Giovanni di Fassa        | Sèn Jan                                             | Trentino-Alto Adige | Trento    | 84,4%                             |
| 35 | San Martino in Badia         | San Martin de Tor                                   | Trentino-Alto Adige | Bolzano   | 96,71%                            |
| 36 | San Nicolò di Comelico       | San Colò                                            | Veneto              | Belluno   |                                   |
| 37 | San Pietro di Cadore         | San Pieru                                           | Veneto              | Belluno   |                                   |
| 38 | San Tomaso Agordino          | San Tomas                                           | Veneto              | Belluno   |                                   |
| 39 | San Vito di Cadore           | San Viđo                                            | Veneto              | Belluno   |                                   |
| 40 | Santa Cristina Valgardena    | Santa Cristina Gherdëina o Santa Crestina Gherdëina | Trentino-Alto Adige | Bolzano   | 91,40%                            |
| 41 | Santo Stefano di Cadore      | Sa Stefi                                            | Veneto              | Belluno   |                                   |
| 42 | Selva di Cadore              | Sélva                                               | Veneto              | Belluno   |                                   |
| 43 | Selva di Val Gardena         | Sëlva                                               | Trentino-Alto Adige | Bolzano   | 89,74%                            |
| 44 | Soraga di Fassa              | Soraga o Soréga                                     | Trentino-Alto Adige | Trento    | 85,5%                             |
| 45 | Taibon Agordino              | Taibón                                              | Veneto              | Belluno   |                                   |
| 46 | Val di Zoldo                 | Val de Zoldo                                        | Veneto              | Belluno   |                                   |
| 47 | Vallada Agordina             | La Valada                                           | Veneto              | Belluno   |                                   |
| 48 | Valle di Cadore              | Val                                                 | Veneto              | Belluno   |                                   |
| 49 | Vigo di Cadore               | Vigo                                                | Veneto              | Belluno   |                                   |
| 50 | Vodo di Cadore               | Guódo                                               | Veneto              | Belluno   |                                   |
| 51 | Voltago Agordino             | Oltach                                              | Veneto              | Belluno   |                                   |
| 52 | Zoppè di Cadore              | Zopé                                                | Veneto              | Belluno   |                                   |

## Comuni non ancora riconosciuti ufficialmente

### Comuni con percentuale significativa di appartenenti alla minoranza ladina
In seguito al risultato dei censimenti del 2001 e del 2011, è risultato che in 23 comuni della Val di Non, una parte della popolazione residente pari al 21,4% ha dichiarato di appartenere alla minoranza di lingua ladina; tuttavia lo status di minoranza linguistica ladina di tali comuni non è stato ancora riconosciuto.
| N  | Nome italiano   | Nome ladino | Regione             | Provincia | popolazione di madrelingua ladina |
| -- | --------------- | ----------- | ------------------- | --------- | --------------------------------- |
| 1  | Amblar-Don      | Amblar-Don  | Trentino-Alto Adige | Trento    |                                   |
| 2  | Borgo d'Anaunia |             | Trentino-Alto Adige | Trento    |                                   |
| 3  | Bresimo         | Bresem      | Trentino-Alto Adige | Trento    | 20,5%                             |
| 4  | Campodenno      | Ciampdaden  | Trentino-Alto Adige | Trento    | 17,8%                             |
| 5  | Cavareno        | Ciavaren    | Trentino-Alto Adige | Trento    | 13,9%                             |
| 6  | Cis             | Cis         | Trentino-Alto Adige | Trento    | 17,2%                             |
| 7  | Cles            | Cliès       | Trentino-Alto Adige | Trento    | 13,8%                             |
| 8  | Contà           |             | Trentino-Alto Adige | Trento    |                                   |
| 9  | Dambel          | Dambel      | Trentino-Alto Adige | Trento    | 25,7%                             |
| 10 | Denno           | Den         | Trentino-Alto Adige | Trento    | 15,2%                             |
| 11 | Livo            | Lio         | Trentino-Alto Adige | Trento    | 26,4%                             |
| 12 | Novella         | Noèla       | Trentino-Alto Adige | Trento    |                                   |
| 13 | Predaia         | Predaia     | Trentino-Alto Adige | Trento    |                                   |
| 14 | Romeno          | Romen       | Trentino-Alto Adige | Trento    | 27,9%                             |
| 15 | Ronzone         | Ronzon      | Trentino-Alto Adige | Trento    | 24,0%                             |
| 16 | Ruffré-Mendola  | Rufré       | Trentino-Alto Adige | Trento    | 28,1%                             |
| 17 | Rumo            | Rum         | Trentino-Alto Adige | Trento    | 11,2%                             |
| 18 | Sanzeno         | Sanzen      | Trentino-Alto Adige | Trento    | 24,9%                             |
| 19 | Sarnonico       | Sarnoneç    | Trentino-Alto Adige | Trento    | 15,6%                             |
| 20 | Sfruz           | Sfruz       | Trentino-Alto Adige | Trento    | 24,1%                             |
| 21 | Sporminore      | Sporpiciol  | Trentino-Alto Adige | Trento    | 16,9%                             |
| 22 | Ton             | Viç         | Trentino-Alto Adige | Trento    | 28,3%                             |
| 23 | Ville d'Anaunia | Cater Vile  | Trentino-Alto Adige | Trento    |                                   |

### Comuni con percentuale bassa di appartenenti alla minoranza ladina
In Val di Sole (TN) una piccola percentuale dei cittadini (2,9%), principalmente nella bassa valle, si è dichiarata ladina e la parlata locale è ai confini tra Ladino e Romancio.
| N  | Nome italiano    | Nome ladino     | Regione             | Provincia | popolazione di madrelingua ladina |
| -- | ---------------- | --------------- | ------------------- | --------- | --------------------------------- |
| 1  | Cavizzana        | Chjavizànå      | Trentino-Alto Adige | Trento    | 5,0%                              |
| 2  | Caldes           | Chjaudes        | Trentino-Alto Adige | Trento    | 11,4%                             |
| 3  | Terzolas         | Tergiolas       | Trentino-Alto Adige | Trento    | 3,6%                              |
| 4  | Malé             | Malé            | Trentino-Alto Adige | Trento    | 2,9%                              |
| 5  | Rabbi            | Rabj            | Trentino-Alto Adige | Trento    | 5,0%                              |
| 6  | Croviana         | Croviànå        | Trentino-Alto Adige | Trento    | 2,6%                              |
| 7  | Dimaro Folgarida | Dimàr-Folgàridå | Trentino-Alto Adige | Trento    |                                   |
| 8  | Commezzadura     | Comezadurå      | Trentino-Alto Adige | Trento    | 1,2%                              |
| 9  | Mezzana          | Mezànå          | Trentino-Alto Adige | Trento    | 1,5%                              |
| 10 | Pellizzano       | Pliciàn         | Trentino-Alto Adige | Trento    | 1,5%                              |
| 11 | Peio             | Pej             | Trentino-Alto Adige | Trento    | 1,6%                              |
| 12 | Vermiglio        | Verméi          | Trentino-Alto Adige | Trento    | 1,4%                              |